# Freziera friedrichsthaliana
Freziera friedrichsthaliana är en tvåhjärtbladig växtart som först beskrevs av Szyszyl., och fick sitt nu gällande namn av Clarence Emmeren Kobuski. Freziera friedrichsthaliana ingår i släktet Freziera och familjen Pentaphylacaceae. Inga underarter finns listade i Catalogue of Life.